# Кэмпбелтон (Флорида)
Кэмпбелтон (англ. Campbellton) — небольшой город (таун), расположенный в округе Джэксон (штат Флорида, США) с населением в 212 человек по статистическим данным переписи 2000 года.

## География
По данным Бюро переписи населения США Кэмпбелтон имеет общую площадь в 2,33 квадратных километров, водных ресурсов в черте населённого пункта не имеется.
Город Кэмпбелтон расположен на высоте 56 м над уровнем моря.

## Демография
По данным переписи населения 2000 года в Кэмпбелтонe проживало 212 человек, 65 семей, насчитывалось 90 домашних хозяйств и 111 жилых домов. Средняя плотность населения составляла около 90,99 человек на один квадратный километр. Расовый состав населённого пункта распределился следующим образом: 39,62 % белых, 59,91 % — чёрных или афроамериканцев, 0,47 % — других народностей. Испаноговорящие составили 0,47 % от всех жителей.
Из 90 домашних хозяйств в 27,8 % воспитывали детей в возрасте до 18 лет, 48,9 % представляли собой совместно проживающие супружеские пары, в 22,2 % семей женщины проживали без мужей, 26,7 % не имели семей. 26,7 % от общего числа семей на момент переписи жили самостоятельно, при этом 15,6 % составили одинокие пожилые люди в возрасте 65 лет и старше. Средний размер домашнего хозяйства составил 2,36 человек, а средний размер семьи — 2,83 человек.
Население города по возрастному диапазону по данным переписи 2000 года распределилось следующим образом: 23,6 % — жители младше 18 лет, 4,7 % — между 18 и 24 годами, 26,4 % — от 25 до 44 лет, 28,3 % — от 45 до 64 лет и 17,0 % — в возрасте 65 лет и старше. Средний возраст жителей составил 41 год. На каждые 100 женщин в Кэмпбелтонe приходилось 96,3 мужчин, при этом на каждые сто женщин 18 лет и старше приходилось 80,0 мужчин также старше 18 лет.
Средний доход на одно домашнее хозяйство составил 22 212 долларов США, а средний доход на одну семью — 26 875 долларов. При этом мужчины имели средний доход в 31 250 долларов США в год против 19 792 доллара среднегодового дохода у женщин. Доход на душу населения составил 22 212 долларов в год. 20,0 % от всего числа семей в населённом пункте и 16,6 % от всей численности населения находилось на момент переписи населения за чертой бедности, при этом 16,9 % из них были моложе 18 лет и 17,1 % — в возрасте 65 лет и старше.